# Chrysolina kuesteri
Chrysolina kuesteri är en skalbaggsart som först beskrevs av Helliesen 1911.  Chrysolina kuesteri ingår i släktet Chrysolina, och familjen bladbaggar. Arten har ej påträffats i Sverige.